# 1001 Spikes
A 1001 Spikes (eredetileg Aban Hawkins & the 1001 Spikes) platformjáték, melyet a Nicalis fejlesztett és jelentett meg Microsoft Windows, illetve Wii U, Nintendo 3DS, PlayStation Vita, PlayStation 4, Xbox 360 és Xbox One platformokra.

## Játékmenet
A játék célja, hasonlóan számos más platformerekhez, hogy a játékosok túljussanak a számos csapdát rejtő helyszíneken, anélkül, hogy a tüskék vagy más veszélyforrások kioltaná mind az 1001 életüket.

## Cselekmény
A játék történetének elején kiderül, hogy Jim Hawkins világhírű archeológusnak nyoma veszett az Antarktika fagyos tundráin. Eltűnése előtt lányának, Tinának és elhidegült fiának, Aban Hawkinsnak egy Dél-Amerika elfeledett romjaihoz vezető térképet adott, hogy felelevenítsék apjuk örökségét miközben feltárják a templomot.

## Fogadtatás
| Összegzőoldal | Értékelés |
| ------------- | --------- |
| GameRankings  | 80%       |
| Metacritic    | 78/100    |

| Szerző | Értékelés |
| ------ | --------- |
| IGN    | 8/10      |

A 1001 Spikest pozitív fogadtatásban részesítették a kritikusok. 80%-os átlagértékelésen áll a GameRankings, illetve 78/100-on a Metacritic gyűjtőoldalakon. Az IGN szaklap 8/10-es pontszámmal jutalmazta a játékot, előnyben részesítve annak gazdag tartalmát és okos pályatervezését, ellenben csalódottságukat fejezték ki a pályák előrehaladtával egyre inkább növekvő ismétlődései miatt.